# Ricardo Mier
Ricardo Santiago Mier Segovia (12 febbraio 1956) è un ex calciatore uruguaiano, di ruolo centrocampista.

## Carriera

### Club
Ha giocato nella massima serie dei campionati uruguaiano e argentino.

### Nazionale
Nel 1975 ha giocato 3 partite con Nazionale uruguaiana, prendendo parte alla Copa América 1975.